# Цехоцинек
Цехоцинек (пол. Ciechocinek) — курортне місто в центральній Польщі, на річці Вісла.
Належить до Александровського повіту Куявсько-Поморського воєводства.

## Демографія
Демографічна структура станом на 31 березня 2011 року:
|          | Загалом | Допрацездатний вік | Працездатний вік | Постпрацездатний вік |
| -------- | ------- | ------------------ | ---------------- | -------------------- |
| Чоловіки | 4931    | 863                | 3289             | 779                  |
| Жінки    | 5990    | 769                | 3308             | 1913                 |
| Разом    | 10921   | 1632               | 6597             | 2692                 |